# 69 Love Songs
 69 Love Songs es el sexto álbum de estudio de la agrupación indie pop estadounidense The Magnetic Fields, publicado el 7 de septiembre de 1999 por Merge Records. Tal como lo indica el título, 69 Love Songs es un álbum conceptual de tres volúmenes compuesto por 69 canciones de amor, todas ellas escritas por el líder de la agrupación, Stephin Merritt.

## Concepto y actuaciones en vivo
El álbum fue originalmente concebido como una revista musical. Stephin Merritt estaba sentado en un piano bar gay en Manhattan, escuchando las interpretaciones del pianista de las canciones de Stephen Sondheim, cuando decidió que debía dedicarse a la música teatral porque sentía que tenía aptitudes para ello. "Decidí que escribiría cien canciones de amor como una forma de presentarme al mundo. Luego me di cuenta de cuánto tiempo sería eso. Así que me decidí por sesenta y nueve. Tendría una revista teatral con cuatro drag queens. Y quien más le gustara al público al final de la noche sería pagado". También encontró inspiración en las 114 canciones de Charles Ives, sobre las cuales había leído más temprano ese día: "canciones de todo tipo, y qué era un monumento, y pensé, bueno, podría hacer algo así".
La miembro de la banda, Claudia Gonson, ha afirmado que Merritt escribió la mayoría de las canciones en los bares de la ciudad de Nueva York.
En siete ocasiones (cinco en Estados Unidos y dos en Londres durante cuatro noches consecutivas), los Magnetic Fields interpretaron las 69 canciones de amor, en orden, durante dos noches. Varias de las espléndidas orquestaciones se organizan de manera más sencilla cuando se interpretan en vivo, debido a la limitación de los artistas y/o el equipo.

## Lista de canciones
Todas las canciones escritas y compuestas por Merritt. 
| Volumen 1 |                                           |                  |          |  |
| N.º       | Título                                    | Lead vocals      | Duración |  |
| 1.        | «Absolutely Cuckoo»                       |                  | 1:34     |  |
| 2.        | «I Don't Believe in the Sun»              |                  | 4:16     |  |
| 3.        | «All My Little Words»                     | LD Beghtol       | 2:46     |  |
| 4.        | «A Chicken with Its Head Cut Off»         |                  | 2:41     |  |
| 5.        | «Reno Dakota»                             | Claudia Gonson   | 1:05     |  |
| 6.        | «I Don't Want to Get Over You»            |                  | 2:22     |  |
| 7.        | «Come Back from San Francisco»            | Shirley Simms    | 2:48     |  |
| 8.        | «The Luckiest Guy on the Lower East Side» | Dudley Klute     | 3:43     |  |
| 9.        | «Let's Pretend We're Bunny Rabbits»       |                  | 2:25     |  |
| 10.       | «The Cactus Where Your Heart Should Be»   |                  | 1:11     |  |
| 11.       | «I Think I Need a New Heart»              |                  | 2:32     |  |
| 12.       | «The Book of Love»                        |                  | 2:42     |  |
| 13.       | «Fido, Your Leash Is Too Long»            |                  | 2:33     |  |
| 14.       | «How Fucking Romantic»                    | Klute            | 0:58     |  |
| 15.       | «The One You Really Love»                 | Merritt, Beghtol | 2:53     |  |
| 16.       | «Punk Love»                               |                  | 0:58     |  |
| 17.       | «Parades Go By»                           |                  | 2:56     |  |
| 18.       | «Boa Constrictor»                         | Simms            | 0:58     |  |
| 19.       | «A Pretty Girl Is Like...»                |                  | 1:50     |  |
| 20.       | «My Sentimental Melody»                   | Beghtol          | 3:07     |  |
| 21.       | «Nothing Matters When We're Dancing»      |                  | 2:27     |  |
| 22.       | «Sweet-Lovin' Man»                        | Gonson           | 5:00     |  |
| 23.       | «The Things We Did and Didn't Do»         |                  | 2:10     |  |

| Volumen 2 |                                                |                |          |  |
| N.º       | Título                                         | Lead vocals    | Duración |  |
| 1.        | «Roses»                                        | Beghtol        | 0:27     |  |
| 2.        | «Love Is Like Jazz»                            |                | 2:55     |  |
| 3.        | «When My Boy Walks Down the Street»            |                | 2:38     |  |
| 4.        | «Time Enough for Rocking When We're Old»       |                | 2:03     |  |
| 5.        | «Very Funny»                                   | Klute          | 1:26     |  |
| 6.        | «Grand Canyon»                                 |                | 2:28     |  |
| 7.        | «No One Will Ever Love You»                    | Simms          | 3:13     |  |
| 8.        | «If You Don't Cry»                             | Gonson         | 3:06     |  |
| 9.        | «You're My Only Home»                          |                | 2:17     |  |
| 10.       | «(Crazy for You But) Not That Crazy»           |                | 2:18     |  |
| 11.       | «My Only Friend»                               |                | 2:00     |  |
| 12.       | «Promises of Eternity»                         |                | 3:46     |  |
| 13.       | «World Love»                                   |                | 3:07     |  |
| 14.       | «Washington D. C.»                             | Gonson         | 1:53     |  |
| 15.       | «Long-Forgotten Fairytale»                     | Klute          | 3:37     |  |
| 16.       | «Kiss Me Like You Mean It»                     | Simms          | 2:00     |  |
| 17.       | «Papa Was a Rodeo»                             | Merritt, Simms | 5:00     |  |
| 18.       | «Epitaph for My Heart»                         |                | 2:50     |  |
| 19.       | «Asleep and Dreaming»                          |                | 1:53     |  |
| 20.       | «The Sun Goes Down and the World Goes Dancing» |                | 2:46     |  |
| 21.       | «The Way You Say Good-Night»                   | Beghtol        | 2:44     |  |
| 22.       | «Abigail, Belle of Kilronan»                   |                | 2:00     |  |
| 23.       | «I Shatter»                                    |                | 3:10     |  |

| Volumen 3 |                                      |                 |          |  |
| N.º       | Título                               | Lead vocals     | Duración |  |
| 1.        | «Underwear»                          | Merritt, Klute  | 2:49     |  |
| 2.        | «It's a Crime»                       | Klute           | 3:54     |  |
| 3.        | «Busby Berkeley Dreams»              |                 | 3:36     |  |
| 4.        | «I'm Sorry I Love You»               | Simms           | 3:06     |  |
| 5.        | «Acoustic Guitar»                    | Gonson          | 2:37     |  |
| 6.        | «The Death of Ferdinand de Saussure» |                 | 3:10     |  |
| 7.        | «Love in the Shadows»                |                 | 2:54     |  |
| 8.        | «Bitter Tears»                       | Beghtol         | 2:51     |  |
| 9.        | «Wi' Nae Wee Bairn Ye'll Me Beget»   |                 | 1:55     |  |
| 10.       | «Yeah! Oh, Yeah!»                    | Merritt, Gonson | 2:19     |  |
| 11.       | «Experimental Music Love»            |                 | 0:29     |  |
| 12.       | «Meaningless»                        |                 | 2:08     |  |
| 13.       | «Love Is Like a Bottle of Gin»       |                 | 1:46     |  |
| 14.       | «Queen of the Savages»               |                 | 2:12     |  |
| 15.       | «Blue You»                           | Klute           | 3:03     |  |
| 16.       | «I Can't Touch You Anymore»          |                 | 3:05     |  |
| 17.       | «Two Kinds of People»                |                 | 1:10     |  |
| 18.       | «How to Say Goodbye»                 |                 | 2:48     |  |
| 19.       | «The Night You Can't Remember»       |                 | 2:17     |  |
| 20.       | «For We Are the King of the Boudoir» | Beghtol         | 1:14     |  |
| 21.       | «Strange Eyes»                       | Simms           | 2:01     |  |
| 22.       | «Xylophone Track»                    |                 | 2:47     |  |
| 23.       | «Zebra»                              | Gonson          | 2:15     |  |